# ガルフカップ2013
ガルフカップ2013は、2013年1月5日から1月18日にかけて、バーレーンで開催された第21回目のガルフカップである。もともと今大会はイラクのバスラで開催される予定だったが、2011年10月に開催国をバーレーンへと変更することが発表され、イラクは次回大会の開催国となることが決まった。

## 参加チーム
大会には8カ国が参加する。
- バーレーン（開催国）
- イラク
- クウェート（前回優勝）
- オマーン
- カタール
- サウジアラビア
- アラブ首長国連邦
- イエメン

## 組み合わせ抽選
参加8チームは4チームずつ2グループに分かれてグループリーグで3試合を戦う。開催国のバーレーンはグループAに、前回優勝国のクウェートはグループBに入る。 残りの6チームはFIFAランキングにもとづいて3つのポットに分かれ、各ポットの2チームは別々のグループに振り分けられる。抽選会は2012年10月18日にバーレーンで開催された。

### ポット
| ポット | 国                    | FIFAランキング |
| A      | バーレーン (開催国)   | 115            |
| A      | クウェート (前回優勝) | 112            |
| B      | イラク                | 80             |
| B      | オマーン              | 95             |
| C      | カタール              | 101            |
| C      | サウジアラビア        | 113            |
| D      | アラブ首長国連邦      | 116            |
| D      | イエメン              | 157            |

## 開会式
ガルフカップ2013の開催式は2013年1月5日にバーレーン・ナショナルスタジアムにて開催された。開会式にはバーレーン国王のハマド・ビン・イーサ・アール・ハリーファやハリーファ王家、FIFA会長のゼップ・ブラッター、UEFA会長のミシェル・プラティニなども出席した。ブラッターは開会式において、「開会式は非常に素晴らしかった。点数をつけるならば10点中9.5点だ、なぜなら完璧は存在しないからだ。」と述べた。開会式に続いて、ブラッターは、「ガルフカップをFIFA公認の大会にし、アフリカネイションズカップのような大会にするのであれば、ガルフカップの組織レベルをもっと上げる必要がある。」とも述べた。
開会式は大会開幕戦であるバーレーン対オマーン戦に続いて行われた。

## グループリーグ
すべての試合は現地時間 (UTC+3) にて行われる。

### グループ A
| 順 | チーム           | 試 | 勝 | 分 | 敗 | 得 | 失 | 差 | 点 |
| -- | ---------------- | -- | -- | -- | -- | -- | -- | -- | -- |
| 1  | アラブ首長国連邦 | 3  | 3  | 0  | 0  | 7  | 2  | +5 | 9  |
| 2  | バーレーン       | 3  | 1  | 1  | 1  | 2  | 2  | 0  | 4  |
| 3  | カタール         | 3  | 1  | 0  | 2  | 3  | 5  | −2 | 3  |
| 4  | オマーン         | 3  | 0  | 1  | 2  | 1  | 4  | −3 | 1  |

| 2013年1月5日 19:15 |

| バーレーン | 0 - 0    | オマーン |
|            | レポート |          |

| バーレーン・ナショナル・スタジアム（リファー） 主審: ラフシャン・イルマトフ |

| 2013年1月5日 21:15 |

| カタール               | 1 - 3    | アラブ首長国連邦                                            |
| イブラヒーム 11分 (PK) | レポート | アブドゥッラフマーン 13分 · マブフート 29分 · アハマド 66分 |

| ハリーファ・スポーツシティ・スタジアム（イーサ・タウン） 主審: ハリール・アル＝ガームディー |

| 2013年1月8日 16:15 |

| カタール                                     | 2 - 1    | オマーン                 |
| イブラヒーム 56分 (PK) · アッ＝サイイド 88分 | レポート | アル＝ハドリー 71分 (PK) |

| バーレーン・ナショナル・スタジアム（リファー） 主審: ムフタール・アル＝ヤリーミー |

| 2013年1月8日 19:15 |

| バーレーン            | 1 - 2    | アラブ首長国連邦              |
| アル＝マールード 75分 | レポート | マブフート 40分 · ハサン 85分 |

| バーレーン・ナショナル・スタジアム（リファー） 主審: アリー・サバー・アッダイ |

| 2013年1月11日 17:45 |

| アラブ首長国連邦    | 2 - 0    | オマーン |
| ハリール 83分, 86分 | レポート |          |

| ハリーファ・スポーツシティ・スタジアム（イーサ・タウン） 主審: ユーセフ・アル＝マルズーキー |

| 2013年1月11日 17:45 |

| バーレーン           | 1 - 0    | カタール |
| アーイシュ 25分 (PK) | レポート |          |

| バーレーン・ナショナル・スタジアム（リファー） 主審: カッシャイ・ヴィクトル |

### グループ B
| 順 | チーム         | 試 | 勝 | 分 | 敗 | 得 | 失 | 差 | 点 |
| -- | -------------- | -- | -- | -- | -- | -- | -- | -- | -- |
| 1  | イラク         | 3  | 3  | 0  | 0  | 5  | 0  | +5 | 9  |
| 2  | クウェート     | 3  | 2  | 0  | 1  | 3  | 1  | +2 | 6  |
| 3  | サウジアラビア | 3  | 1  | 0  | 2  | 2  | 3  | −1 | 3  |
| 4  | イエメン       | 3  | 0  | 0  | 3  | 0  | 6  | −6 | 0  |

| 2013年1月6日 16:15 |

| クウェート                          | 2 - 0    | イエメン |
| ナーセル 63分 · アル＝ムタウワ 82分 | レポート |          |

| ハリーファ・スポーツシティ・スタジアム（イーサ・タウン） 主審: バンジャル・アッ＝ドーサリー |

| 2013年1月6日 19:15 |

| サウジアラビア | 0 - 2    | イラク                                         |
|                | レポート | シャーキル 18分 · （ハウサーウィー） 72分 (OG) |

| ハリーファ・スポーツシティ・スタジアム（イーサ・タウン） 主審: カッシャイ・ヴィクトル |

| 2013年1月9日 16:15 |

| イラク        | 1 - 0    | クウェート |
| アフマド 29分 | レポート |            |

| ハリーファ・スポーツシティ・スタジアム（イーサ・タウン） 主審: ナワフ・シュクララ |

| 2013年1月9日 19:15 |

| イエメン | 0 - 2    | サウジアラビア                              |
|          | レポート | アル＝カフタニ 33分 · アル＝ムワッラド 86分 |

| ハリーファ・スポーツシティ・スタジアム（イーサ・タウン） 主審: モハメド・アル・ザルーニ |

| 2013年1月12日 17:45 |

| クウェート    | 1 - 0    | サウジアラビア |
| ナーセル 13分 | レポート |                |

| バーレーン・ナショナル・スタジアム（リファー） 主審: ラフシャン・イルマトフ |

| 2013年1月12日 17:45 |

| イラク                              | 2 - 0    | イエメン |
| イスマーイール 16分 · アフマド 36分 | レポート |          |

| ハリーファ・スポーツシティ・スタジアム（イーサ・タウン） 主審: アブドゥッラー・アル・ヒラリ |

## 決勝トーナメント
|  | 準決勝                 | 準決勝  |            |            | 決勝 | 決勝 |
|  |                        |         |            |            |      |      |
|  | 1月15日                |         |            |            |      |      |
|  | アラブ首長国連邦       | 1       |            |            |      |      |
|  | クウェート             | 0       |            |            |      |      |
|  |                        |         | 1月18日    |            |      |      |
|  | アラブ首長国連邦 (aet) | 2       |            |            |      |      |
|  |                        | イラク  | 1          |            |      |      |
|  |                        |         |            |            |      |      |
|  | 3位決定戦              |         |            |            |      |      |
|  | 1月15日                | 1月15日 | 1月18日    | 1月18日    |      |      |
|  | イラク (PK)            | 1 (4)   | クウェート | 6          |      |      |
|  | バーレーン             | 1 (2)   |            | バーレーン | 1    |      |

### 準決勝
| 2013年1月15日 15:15 |

| アラブ首長国連邦 | 1 - 0    | クウェート |
| ハリール 89分    | レポート |            |

| バーレーン・ナショナル・スタジアム（リファー） 主審: アブドゥッラー・アル・ヒラリ |

| 2013年1月15日 18:45 |

| イラク                                                 | 1 - 1 (延長) | バーレーン                                  |
| マフムード 18分                                        | レポート     | バーバー 61分                               |
|                                                        | PK戦         |                                             |
| ヤーシーン イスマーイール サーリム マフムード サブリー | 4 - 2        | フサイン アーイシュ ディヤー アル＝マルード |

| ハリーファ・スポーツシティ・スタジアム（イーサ・タウン） 主審: ラフシャン・イルマトフ |

### 3位決定戦
| 2013年1月18日 15:30 |

| クウェート                                                                                   | 6 - 1    | バーレーン   |
| ハミース 35分, 38分, 54分 (PK) · バーニー 65分 · アル＝ムタウア 66分 · アッ＝サリーミー 71分 | レポート | ユースフ 1分 |

| ハリーファ・スポーツシティ・スタジアム（イーサ・タウン） 主審: バンジャル・アッ＝ドーサリー |

### 決勝
| 2013年1月18日 17:45 |

| アラブ首長国連邦                                       | 2 - 1 (延長) | イラク          |
| アブドゥッラフマーン 28分 · アル＝ハンマーディー 107分 | レポート     | マフムード 81分 |

| バーレーン・ナショナル・スタジアム（リファー） 主審: ハリール・アル＝ガームディー |

## 優勝国
| ガルフカップ2013優勝国     |
| -------------------------- |
| · アラブ首長国連邦 · 2回目 |

## 順位
最終順位は以下のとおり。
| 順                   | チーム           | 試 | 勝 | 分 | 敗 | 得 | 失 | 差 |
| -------------------- | ---------------- | -- | -- | -- | -- | -- | -- | -- |
| 決勝トーナメント進出 |                  |    |    |    |    |    |    |    |
| 1                    | アラブ首長国連邦 | 5  | 5  | 0  | 0  | 10 | 3  | +7 |
| 2                    | イラク           | 5  | 4  | 0  | 1  | 7  | 3  | +4 |
| 3                    | クウェート       | 5  | 3  | 0  | 2  | 9  | 3  | +6 |
| 4                    | バーレーン       | 5  | 1  | 2  | 2  | 4  | 9  | −5 |
| グループリーグ敗退   |                  |    |    |    |    |    |    |    |
| 5                    | サウジアラビア   | 3  | 1  | 0  | 2  | 2  | 3  | −1 |
| 6                    | カタール         | 3  | 1  | 0  | 2  | 3  | 5  | −2 |
| 7                    | オマーン         | 3  | 0  | 1  | 2  | 1  | 4  | −3 |
| 8                    | イエメン         | 3  | 0  | 0  | 3  | 0  | 6  | −6 |

## 賞金
上位4チームには以下の賞金が与えられる 。
- 1位: 2,000,000リヤル
- 2位: 1,500,000リヤル
- 3位: 500,000リヤル
- 4位: 250,000リヤル

## 表彰
以下の賞が与えられる。
| 賞             | 選手                         | 賞金          |
| -------------- | ---------------------------- | ------------- |
| フェアプレー賞 | アラブ首長国連邦             | 200,000リヤル |
| 得点王         | アフマド・ハリール           | 100,000リヤル |
| MVP            | オマル・アブドゥッラフマーン | 100,000リヤル |
| ベストGK       | ヌール・サブリー             | 100,000リヤル |